# Maglalambay
Maglalambay es un barrio rural  del municipio filipino de tercera categoría de Busuanga perteneciente a la provincia  de Paragua en Mimaro,  Región IV-B.

## Geografía
Barrio   formado por un grupo de  ocho islas es islotes (Popotoán, Nalaut Oriental, Nalaut Occidental, Malbinchilao del Norte,  Rat, Malbinchilao del Sur, Mangenguey y Depelengued) adyacentes a  la Isla Busuanga la más grande del Grupo Calamian situado a medio camino entre las islas de Mindoro (San José) y de Paragua (Puerto Princesa), con el Mar de la China Meridional a poniente y el mar de Joló a levante. Al sur de la isla están las otras dos islas principales del Grupo Calamian: Culión y  Corón.
Las islas de este barrio se encuentran situadas a poniente y frente a la bahía de Gutob en el Mar de la China Meridional.
Estas islas lindan al sur con el municipio de Culión, barrio-isla de  Galoc; y al este con las pertenecientes al barrio de Concepción: Cay del Norte, Cay del Sur, Maltatayoc, Dasilingán, Horse, Malcatep, Malcatep Oriental, Dicoyán y Calumbuyán.

### Demografía
El barrio  de Maglalambay  contaba  en mayo de 2010 con una población de 1.227 habitantes.